# Parafia św. Floriana w Jedlcu
Parafia Świętego Floriana w Jedlcu – rzymskokatolicka parafia znajdująca się w diecezji kaliskiej, w dekanacie Gołuchów. Erygowana w 1310 roku.
Obecnie istniejący kościół parafialny zbudowano w latach 1746–1753 w konstrukcji szachulcowej.